# Marcel Camprubí
Camprubí  Pijuán est un nom espagnol. Le premier nom de famille, en général paternel, est Camprubí ; le second, en général maternel, souvent omis, est Pijuán.
Marcel Camprubí Pijuán, né le 15 septembre 2001, est un coureur cycliste espagnol. Il est membre de l'équipe Q36.5 Pro.

## Biographie
Marcel Camprubí commence sa carrière sportive en tant que triathlète,. Il décide de se consacrer uniquement au cyclisme à partir de 2020. 
En juin 2021, il se révèle en terminant deuxième du championnat d'Espagne sur route espoirs. Le mois suivant, il s'impose sur l'étape reine du Tour de Madrid espoirs. Il intègre ensuite la réserve de l'équipe professionnelle Eolo-Kometa en 2022, tout en menant des études de commerce à l'université Pompeu-Fabra. Bon grimpeur, il se distingue en remportant l'étape reine du Tour de Navarre, la Vuelta a Toledo Imperial ainsi que le Tour de Cantabrie, où il s'impose sur la dernière étape. Il termine également deuxième du Tour de Madrid espoirs et huitième de la Ruota d'Oro. Au mois de juin, il est sélectionné en équipe nationale d'Espagne pour disputer les Jeux méditerranéens, qui ont lieu à Oran.
Non retenu par Eolo-Kometa, il passe finalement professionnel en 2023 au sein de la nouvelle formation Q36.5 Pro, qui évolue sous licence italienne. 

## Palmarès
- 2021
  - 5e étape du Tour de Madrid espoirs
  - 2e du championnat d'Espagne sur route espoirs
- 2022
  - 3e étape du Tour de Navarre
  - Vuelta a Toledo Imperial
  - Tour de Cantabrie :
    - Classement général
    - 3e étape

  - 2e du Tour de Madrid espoirs